# Naučná stezka Lesní park Klimkovice
Naučná stezka Lesní park Klimkovice se nachází v Lesním parku Klimkovice u jodových Sanatorií Klimkovice u Hýlova (katastru a místní části obce Klimkovice) a na katastru obce Čavisov v okrese Ostrava-město v Moravskoslezském kraji. Geograficky patří do pohoří Vítkovská vrchovina (subprovincie Nízkého Jeseníku) v Horním Slezsku.

## Galerie

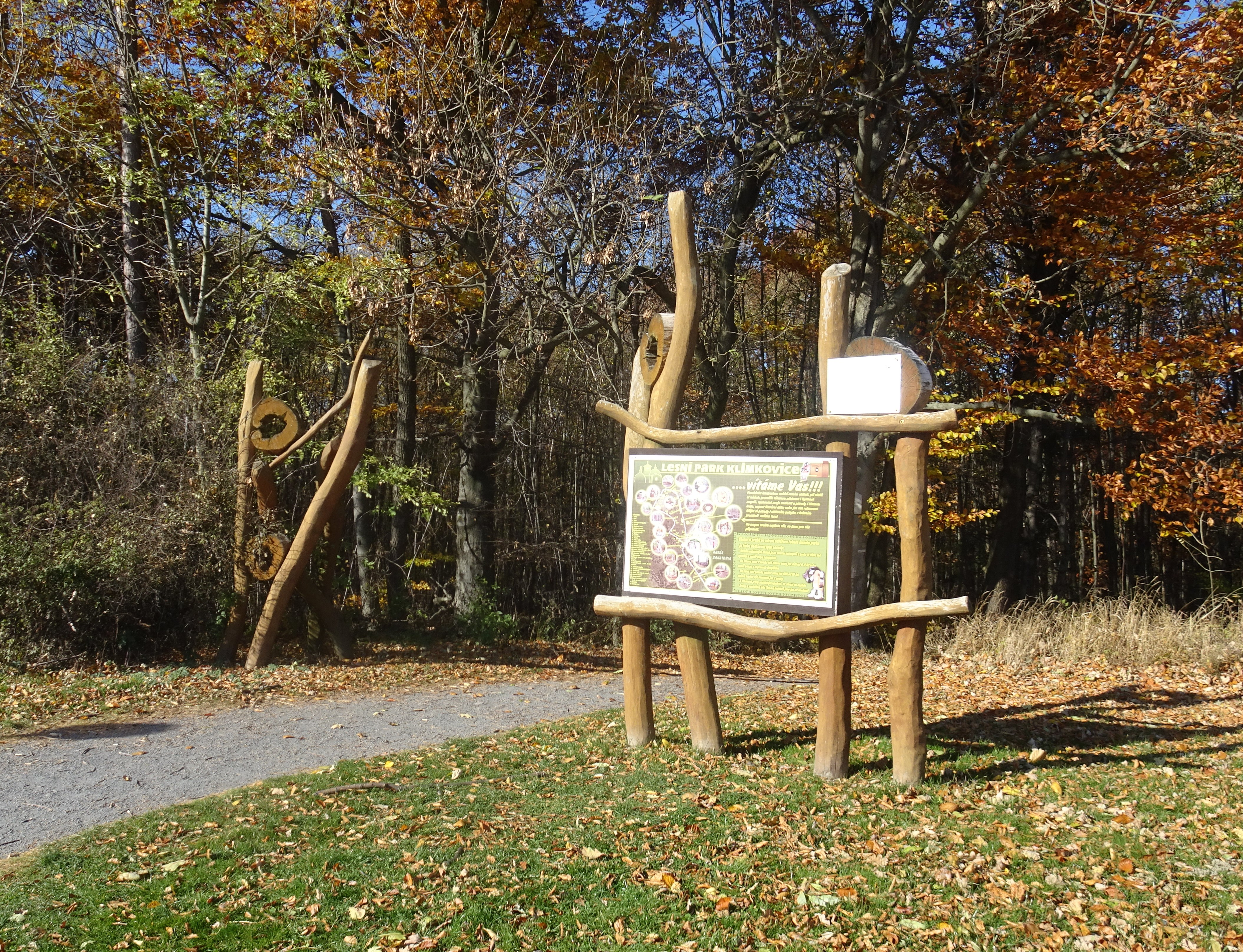
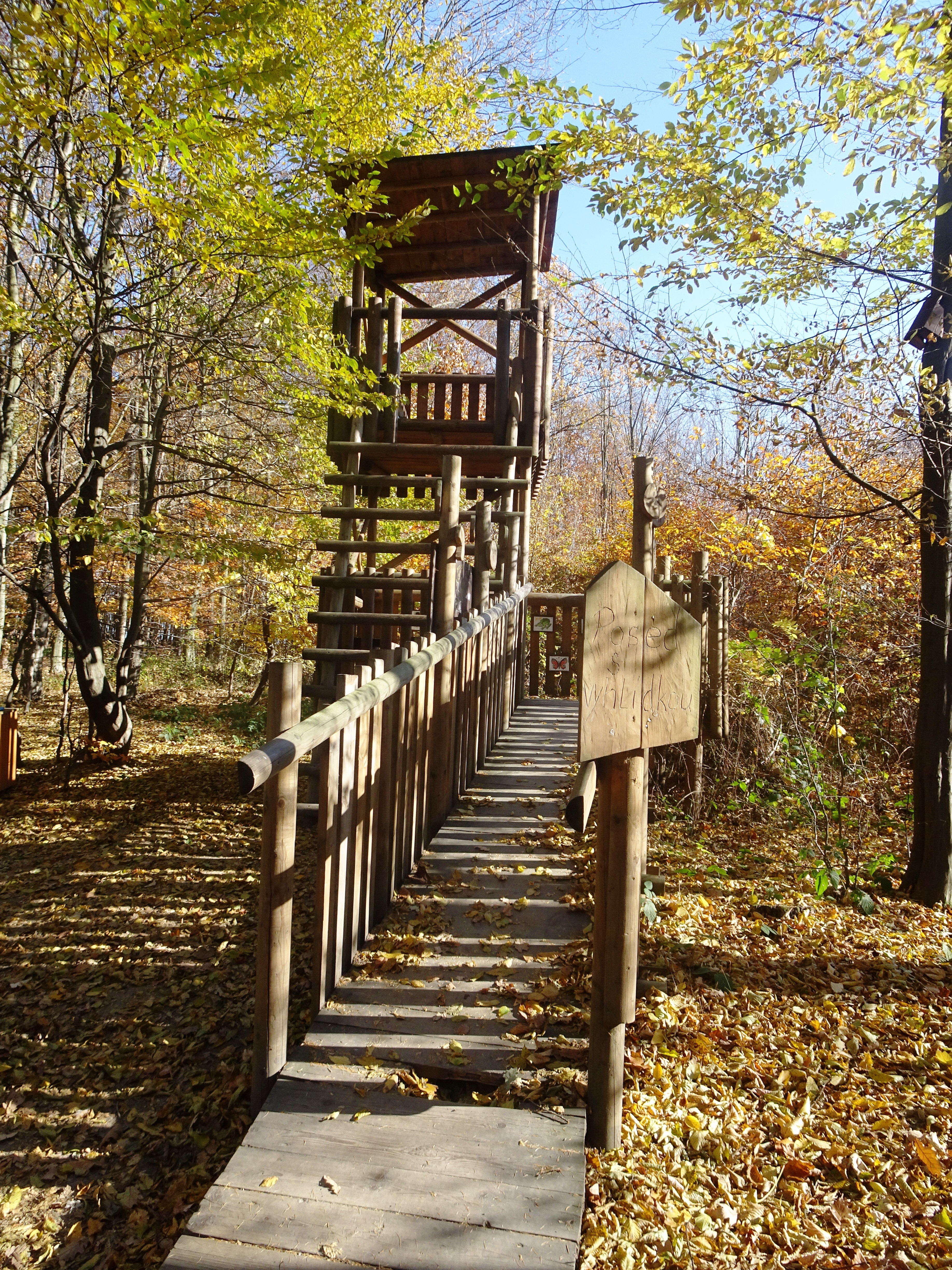
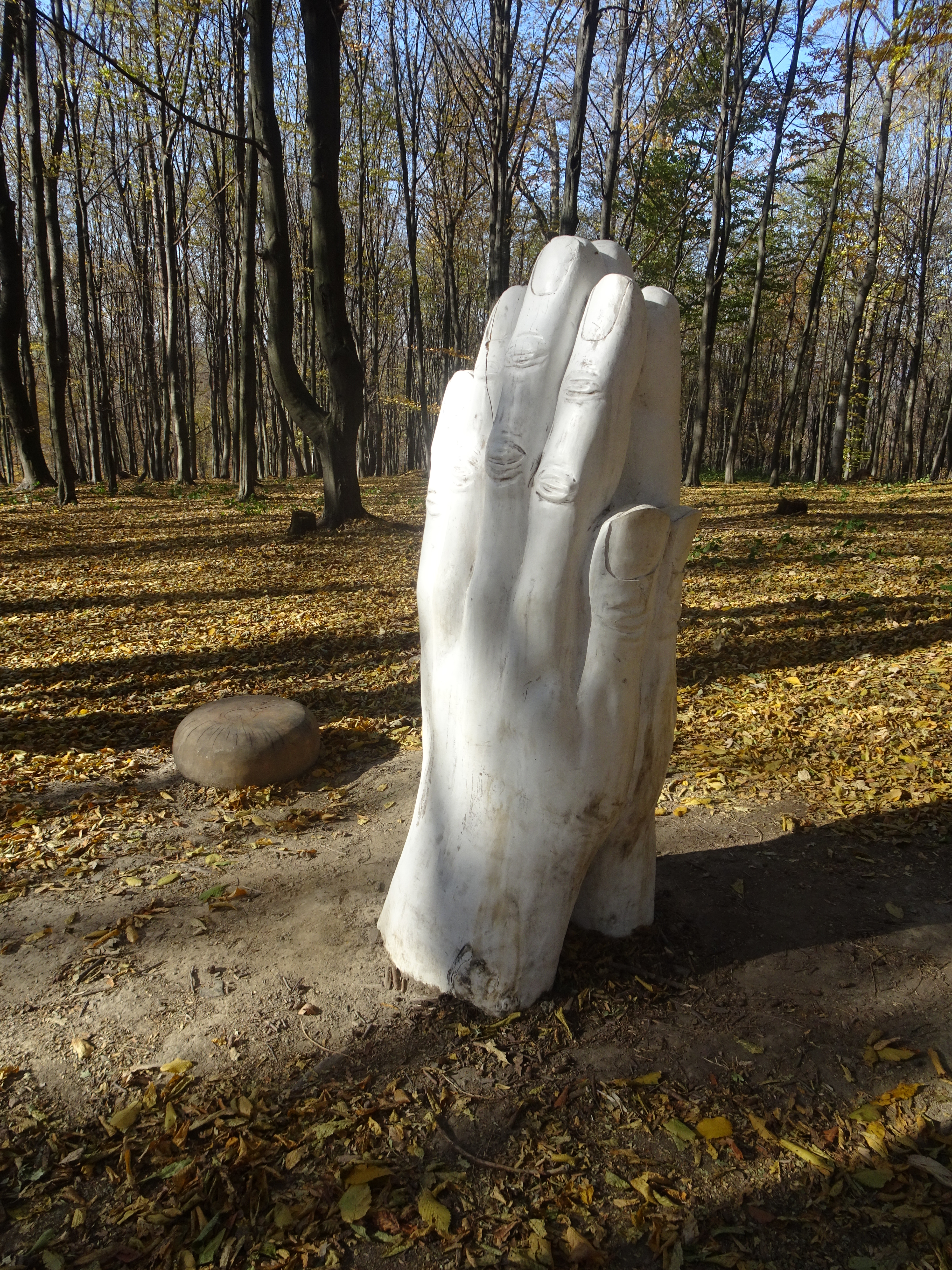

## Další informace
Naučná stezka Lesní park Klimkovice je vhodná i pro hendikepované osoby a klienty bízkých sanatorií. Má délku cca 2 km a byla postavena v roce 2011. Její součástí je také pohybový areál s možností cvičení, herních prvky zaměřené na ekologii a zajímavosti okolí, dětská hřiště a odpočinková místa. Osm informačních panelů popisuje přírodu, les, ekologii a vliv lidské činnosti na přírodu. Je zde také expozice soch Člověk a příroda, které vznikly na Klimkovickém sochařském symposiu. Stezka je celoročně volně přístupná.